# ダリーン・カーティス
ダリーン・カーティス（Dalene Kurtis、1977年11月12日 - ）は米国のアダルトモデル。ポルノ雑誌『PLAYBOY』2001年9月号のプレイメイト・オブ・ザ・マンスで、2002年のプレイメイト・オブ・ザ・イヤー。
カリフォルニア州Apple Valleyで生まれ、ベーカーズフィールドで子供時代を過ごした。最初に行ったモデルの仕事はヴィーナススイムウェアの水着コンテストへの出場で、このコンテストで優勝した後はミス・ハワイアントロピックにも出場。その後2001年9月付けの『PLAYBOY』誌でプレイメイトとしてデビューした。
プレイメイトグラビアで目に付くカーティスの体の特徴は尻のすぐ上に施された蝶のタトゥーと、陰毛のない陰部である。何らかの形で陰毛を処理（剃毛など）するプレイメイトは1980年代後半から増加していたものの、陰部全体を毛根まで一本も残らず完全に除去してしまったのはカーティスの例が史上初めてであった。
2003年、PLAYBOYはソフトプラスチック製のカーティス人形を発売した。この人形はカーティスの顔と体をコンピュータスキャンしたデータにより解剖学的に正確な造形で製作された。
カーティスはNeil Straussのベストセラー『The Game』で言及されたほか、『ピープル』誌には「2004年、世界で最も美しい50人」の1人として選ばれている。

## PLAYBOY特別版掲載
- Playboy's Playmate Review Vol. 18 2002年8月 - 表紙、1-3ページ、62-71ページ
- Playboy's Playmates in Bed 2002年12月 - 10-17ページ
- Playboy's Book of Lingerie Vol. 89 2003年1月
- Playboy's Sexy 100 2003年2月
- Playboy's Nude Playmates 2003年4月 - 58-61ページ
- Playboy's Playmates in Bed 2003年11月 - Mizuno、64-69ページ

## 註
1. ↑  PLAYBOYonline Dalene Kurtis